# Holland (film)
Holland è un film del 2025 diretto da Mimi Cave.

## Trama
Nella cittadina statunitense di Holland, dove la comunità segue uno stile di vita olandese, Nancy Vandergroot, un'insegnante, conduce una vita apparentemente tranquilla col marito Fred, l'oculista del luogo, e il figlio tredicenne Harry. Padre e figlio hanno realizzato in una stanza della casa un grande plastico ferroviario. Nancy sospetta che il marito la tradisca durante i suoi frequenti viaggi di lavoro e confida i suoi dubbi al collega insegnante Dave, un uomo di origine messicana. Nancy e Dave a poco a poco si innamorano e vorrebbero iniziare una relazione alla luce del sole, ma per evitare di perdere la custodia del figlio in caso di divorzio, Nancy chiede a Dave di aiutarla a trovare le prove dei tradimenti del marito.
Sostenuta da Dave, Nancy riesce a entrare in possesso di alcune foto che il marito custodisce nella cassaforte del suo studio oculistico ma, con sorpresa della donna, le foto ritraggono solo le case e i negozi che poi il marito ha riprodotto fedelmente nel plastico. Nei piani che Fred ha disegnato per realizzare le riproduzioni in miniatura degli edifici, Nancy trova gli indirizzi reali e scopre che sono tutti intestati a donne. Quando tenta di mettersi in contatto con le presunte amanti del marito, Nancy si rende conto con terrore crescente che sono state tutte assassinate in circostanze misteriose e che a ogni edificio del plastico corrisponde una vittima. Dave, nel frattempo, sorveglia Fred in uno dei suoi viaggi di lavoro, con l'intenzione di fotografarlo mentre tradisce la moglie. Nancy cerca di avvisare Dave di quanto ha scoperto ma l'uomo, nel seguire Fred a piedi, ha lasciato il telefono nella sua auto. Fred infatti si è recato in uno chalet isolato sulla riva di un lago, dove vive una donna; Dave entra di soppiatto nella casa per fotografare gli amanti, ma sorprende Fred mentre assassina brutalmente la donna, rivelando al tempo stesso la sua presenza. Fred aggredisce Dave nel tentativo di ucciderlo; Dave riesce a difendersi, pugnalando Fred allo stomaco e poi cercando di fuggire su una barca. Fred, sia pure ferito, riesce a raggiungerlo e tenta di aggredirlo di nuovo. Dave pugnala ancora Fred, che cade in acqua esanime senza più riemergere.
Tornato a Holland, sconvolto, Dave assicura Nancy che Fred non tornerà più, senza dirle di averlo ferito mortalmente. I due però decidono di aspettare che termini la festa principale del paese prima di rendere nota la scomparsa di Fred. Durante la sfilata, alcuni compaesani dicono a Nancy di avere appena incontrato il marito Fred. Dave, armato di pistola, cerca di proteggere Nancy e le racconta quanto accaduto al lago e della sua convinzione che Fred fosse morto annegato. Nel litigio che segue tra i due, Dave rimane accidentalmente ferito alla testa e cade in uno stato di semi-incoscienza. Nel frattempo arriva Fred che, freddamente, dice alla moglie che la sua vera natura non è quella del serial killer che ogni tanto prende il sopravvento su di lui, e le propone di condividere il suo segreto e di ricominciare da capo, loro due ed Harry, per poi obbligare moglie e figlio a salire in auto con lui. Nancy fa scendere Harry con uno stratagemma e minaccia Fred con la pistola di Dave, finendo per ferirlo senza ucciderlo. I due iniziano a lottare e alla fine Nancy riesce a uccidere Fred con lo zoccolo in legno indossato dal figlio. Liberata dall'incubo, Nancy torna in casa alla ricerca di Dave, che però sembra scomparso. Il film termina con la voce fuori campo di Nancy che chiede "ma sarà stato tutto vero?".

## Distribuzione
Il film è stato distribuito in streaming sulla piattaforma Amazon Prime Video il 26 marzo 2025.